# Moviment Democràtic d'Alliberament d'Eritrea
El Moviment Democràtic d'Alliberament d'Eritrea/Democratic Movement for the Liberation of Eritrea (DMLE) fou un grup polític i militar d'Eritrea establert amb el suport del Front d'Alliberament Popular del Tigré als anys vuitanta quan les relacions d'aquest amb el Front Popular d'Alliberament d'Eritrea es van trencar. No se sap si el govern etíop l'ha mantingut i si fa alguna operació militar però en tot cas seria limitada.